# Osages
Pour les articles homonymes, voir Osage.
Les Osages sont une tribu d'Amérindiens vivant aux États-Unis, principalement dans le comté d'Osage en Oklahoma.
La rivière Osage rappelle que cet affluent du Mississippi traverse le lieu historique de ce peuple amérindien dans l'État du Missouri.

## Ethnonymie
En langue osage, les Osages s'appellent eux-mêmes « Wazházhe » ce qui signifie « enfants de l'eau du milieu ». Le nom Osage serait une déformation d'origine française due aux trappeurs et coureurs des bois français et canadiens français parcourant ces territoires de la Louisiane française et de la Nouvelle-France.
Cette tribu amérindienne a donné son nom à l'arbre dont elle se servait pour faire des peintures ou des arcs : l'Oranger des Osages.

## Histoire

### Pré-colonisation
Les Osages sont des descendants de peuples autochtones qui étaient en Amérique du Nord depuis des milliers d'années. Des études de leurs traditions et de leur langue montrent qu'ils faisaient partie d'un groupe de personnes parlant des langues dhegiha-siouanes qui vivaient dans la région de la vallée de la rivière Ohio, s'étendant jusqu'à l'actuel Kentucky. Selon leurs propres histoires, communes à d'autres tribus dhegiha-siouanes, telles que les Poncas, Omahas, Kaws et Quapaws, ils ont migré vers l'ouest à la suite de guerres avec les Iroquois et/ou pour trouver plus de gibier.
Les chercheurs sont divisés quant à savoir si les Osages et d'autres groupes sont partis avant les guerres franco-iroquoises. Certains pensent que les Osages ont commencé à migrer vers l'ouest dès 1200 apr. J.-C. et sont des descendants de la civilisation du Mississippi dans les vallées de l'Ohio et du Mississippi. Ils attribuent leur style de gouvernement aux effets des longues années de guerre avec les envahisseurs iroquois. Après s'être réinstallés à l'ouest du fleuve Mississippi, les Osages étaient parfois alliés aux Illinois et parfois en concurrence avec eux, car cette tribu était également chassée à l'ouest de l'Illinois par la guerre avec les puissants Iroquois.
Finalement, les Osages et d'autres peuples dhegiha-siouans ont atteint leurs terres historiques, se développant et se divisant probablement en les tribus ci-dessus au cours de la migration vers les Grandes Plaines. Au xviie siècle, de nombreux Osages s'étaient installés près de la rivière Osage dans la partie ouest de l'actuel Missouri. Il a été noté en 1690 qu'ils avaient adopté le cheval, une ressource précieuse souvent acquise lors de raids sur d'autres tribus. Le désir d'acquérir plus de chevaux a contribué à leur commerce avec les Français. Ils ont attaqué et vaincu les tribus indigènes Caddos pour établir leur domination dans la région des Plaines en 1750, avec le contrôle de plus de la moitié ou davantage du Missouri, de l'Arkansas, de l'Oklahoma et du Kansas, qu'ils ont entretenu pendant près de 150 ans. Avec les Kiowas, Comanches et Apaches, ils dominaient l'ouest de l'Oklahoma.
Les Osages occupaient un rang élevé parmi les anciennes tribus de chasseurs des Grandes Plaines. De leurs maisons traditionnelles dans les forêts du Missouri et de l'Arkansas actuels, les Osages faisaient des incursions semestrielles dans les Grandes Plaines de l'ouest pour y chasser le bison. Ils chassaient également le cerf, le lapin et d'autres gibiers sauvages dans les parties centrale et orientale de leur domaine. Les femmes cultivaient des variétés de maïs, courges et d'autres légumes près de leurs villages, qu'elles transformaient pour en faire de la nourriture. Ils récoltaient et transformaient également des noix et des baies sauvages. Au cours de leurs années de transition, les Osages avaient des pratiques culturelles qui comportaient des éléments des cultures à la fois des peuples autochtones des forêts de l'Est et des peuples des Grandes Plaines. Les villages des Osages étaient des plaques tournantes importantes dans le réseau commercial des Grandes Plaines, les Kaws servant d'intermédiaires.

### Début de la colonisation française

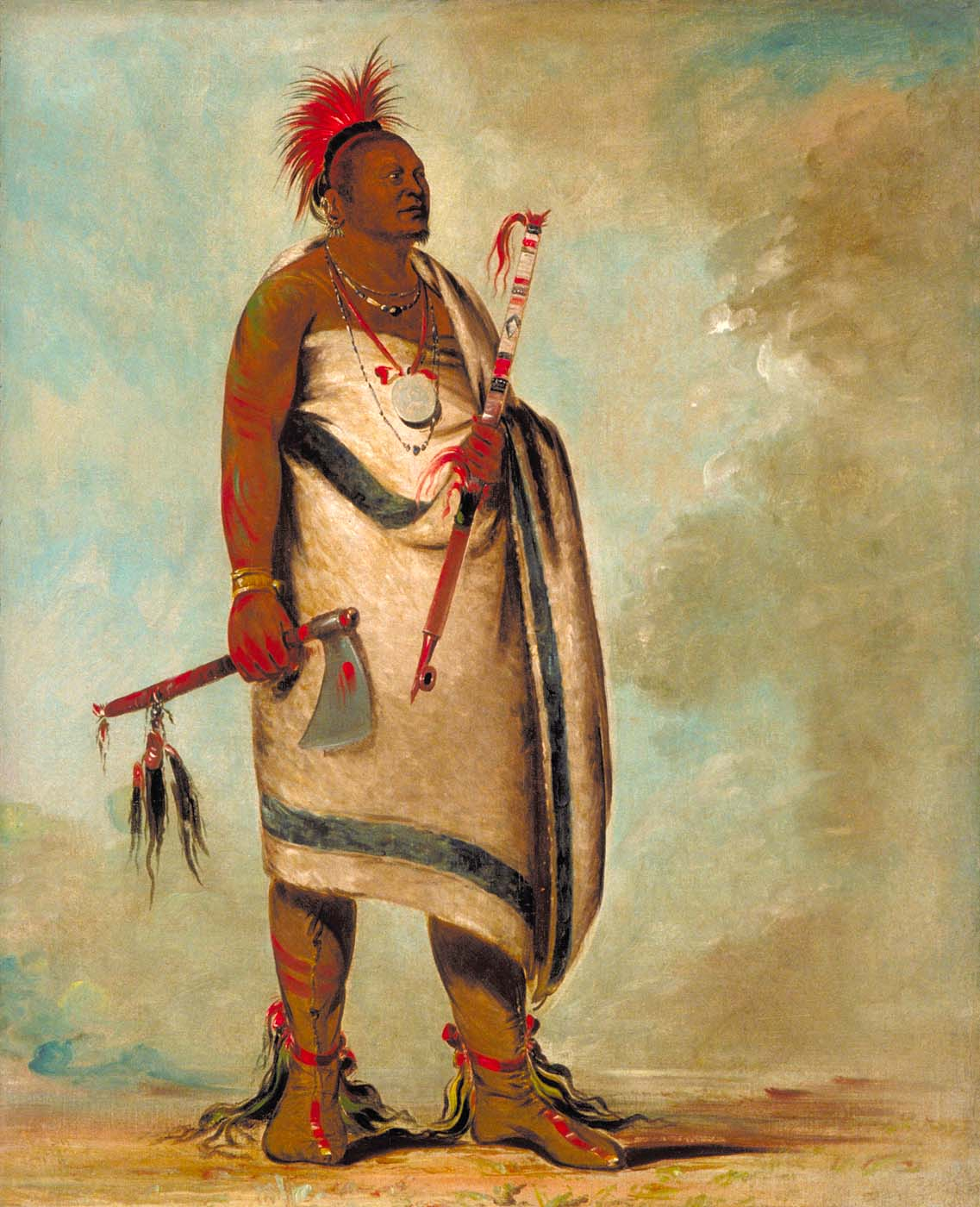
Shonka Sabe (Black Dog). Chef de la division Hunkah de la tribu Osage. Peint en 1834 par George Catlin.

En 1673, les explorateurs français Jacques Marquette et Louis Jolliet ont été parmi les premiers Européens à contacter les Osages, voyageant vers le sud depuis l'actuel Canada dans leur voyage le long du fleuve Mississippi. La carte de 1673 de Marquette notait que les tribus Kaws, Osages et Pawnees prospéraient dans une grande partie du Kansas actuel.
Les Osages appelaient les Européens I'n-Shta-Heh (sourcils épais) à cause de leur pilosité faciale. Guerriers expérimentés, les Osages se sont alliés aux Français, avec qui ils ont fait du commerce, contre les Illinois au début du XVIIIe siècle. La première moitié des années 1720 fut une période de plus grande interaction entre les Osages et les colonisateurs français. Étienne de Veniard fonda le fort Orléans sur leur territoire ; c'était le premier fort colonial européen sur la rivière Missouri. Des missionnaires jésuites ont été affectés à des forts français et ont établi des missions dans le but de convertir les Osages, apprenant leur langue pour s'attirer leurs bonnes grâces. En 1724, les Osages s'allièrent aux Français plutôt qu'aux Espagnols dans leur lutte pour le contrôle de la région du Mississippi. En 1725, Bourgmont conduisit une délégation d'Osages et d'autres chefs tribaux à Paris. Ils ont fait le tour de la France, notamment une visite de Versailles, du château de Marly et de Fontainebleau. Ils chassent avec Louis XV dans la forêt royale et voient un opéra.
Pendant la guerre de la Conquête (le front nord-américain de la guerre de Sept Ans), la France a été vaincue par la Grande-Bretagne et a cédé en 1763 le contrôle de leurs terres à l'est du Mississippi à la Couronne britannique. La France a conclu un accord séparé avec l'Espagne, qui a pris le contrôle nominal d'une grande partie du Pays des Illinois à l'ouest du grand fleuve. À la fin du XVIIIe siècle, les Osages faisaient de nombreuses affaires avec le commerçant de fourrures créole français René-Auguste Chouteau, qui était basé à Saint-Louis. Saint-Louis faisait partie du territoire sous contrôle nominal espagnol après la guerre de Sept Ans, mais était dominé par des colons français.
Ils étaient la puissance européenne de facto à Saint-Louis et dans d'autres colonies le long du Mississippi, construisant leur richesse sur le commerce des fourrures. En échange de la construction par les frères Chouteau d'un fort dans le village de Grand Osage à 500 kilomètres au sud-ouest de Saint-Louis, le gouvernement régional espagnol accorda aux Chouteau un monopole de six ans sur le commerce (1794-1802). Les Chouteau donnèrent au poste Fort Carondelet (en) le nom du gouverneur espagnol. Les Osages étaient ravis d'avoir un poste de traite des fourrures à proximité, car cela leur donnait accès aux produits manufacturés et augmentait leur prestige parmi les tribus.
Lewis et Clark rapportèrent en 1804 que les peuples étaient les Great Osages sur la rivière Osage, les Little Osages en amont et la bande de l'Arkansas sur la Verdigris, un affluent de la rivière Arkansas. Les Osages étaient alors au nombre de 5 500. Les Osages et les Quapaws ont subi des pertes importantes dues à la variole en 1801-1802. Les historiens estiment que jusqu'à 2 000 Osages sont morts au cours de l'épidémie.
En 1804, après l'achat de la Louisiane par les États-Unis, le gouvernement des États-Unis a nommé le riche commerçant de fourrures français Jean-Pierre Chouteau, un demi-frère de René-Auguste Chouteau, comme agent indien affecté aux Osages. En 1809, il fonda la Saint Louis Missouri Fur Company avec son fils Auguste-Pierre Chouteau et d'autres hommes éminents de Saint-Louis, dont la plupart étaient d'origine franco-créole, nés en Amérique du Nord. Ayant vécu de nombreuses années avec les Osages et appris leur langue, Jean-Pierre Chouteau a fait du commerce avec eux et a élu domicile à l'emplacement de la ville actuelle de Salina, dans la partie ouest de leur territoire.

### Guerres avec d'autres tribus

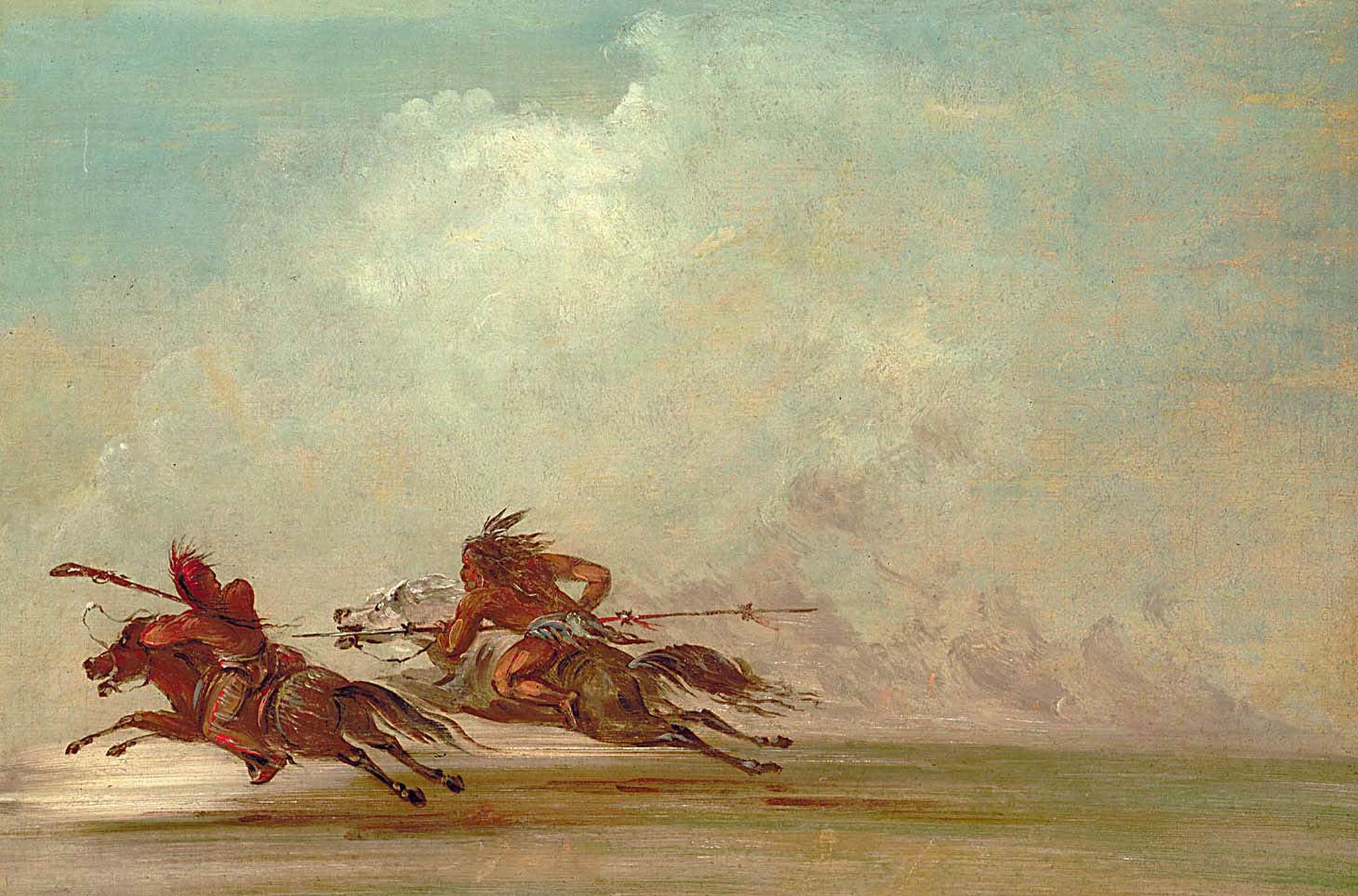
Guerre sur les Plaines. Un Comanche (à droite) tentant de toucher avec sa lance un guerrier osage. Peinture par George Catlin, 1834.

Le chef choctaw Pushmataha, basé dans le Mississippi, s'est construit sa première réputation lors de batailles contre les Osages dans le sud de l'Arkansas et ses régions frontalières,,. Au début du XIXe siècle, certains Cherokees tels que Sequoyah ont volontairement émigré depuis le Sud-Est vers la vallée de la rivière Arkansas sous la pression de la colonisation euro-américaine de leur territoire traditionnel. Ils se sont alors affrontés avec les Osages qui contrôlaient la région.
Les Osages considéraient les Cherokees comme des envahisseurs. Ils ont commencé à attaquer les villes cherokees, à voler des chevaux, à emporter des captifs (généralement des femmes et des enfants) et à en tuer d'autres, essayant de chasser les Cherokees avec une campagne de violence et de peur. Les Cherokees n'ont pas réussi à arrêter les raids des Osages et ont cherché à obtenir le soutien des tribus apparentées ainsi que des Blancs. Ils se sont affrontés dans la bataille de Claremore Mound (en), au cours de laquelle 38 guerriers osages ont été tués et 104 ont été faits prisonniers par les Cherokees et leurs alliés.
À la suite de la bataille, les États-Unis ont construit Fort Smith dans l'Arkansas actuel. Il visait à empêcher les affrontements armés entre les Osages et d'autres tribus. Les États-Unis ont contraint les Osages à céder des terres supplémentaires au gouvernement fédéral lors de l'achat de Lovely (en).
En 1833, les Osages se sont affrontés avec les Kiowas près des montagnes Wichita dans le centre-sud de l'actuel Oklahoma, lors d'un incident connu sous le nom de massacre de Cutthroat Gap (en). Les Osages ont coupé la tête de leurs victimes et les ont disposées en rangées de marmites. Aucun Osage n'est mort dans cette attaque. Plus tard, les guerriers kiowas, alliés aux Comanches, ont attaqué les Osages et d'autres. En 1836, les Osages ont interdit aux Kickapous d'entrer dans leur réserve du Missouri, les repoussant vers des terres cédées dans l'Illinois.

### Interactions avec les États-Unis
Après l'achèvement de l'expédition Lewis et Clark en 1806, Jefferson nomma Meriwether Lewis agent des Indiens pour le territoire du Missouri et de la région. Il y avait des affrontements continus entre les Osages et d'autres tribus dans cette région. Lewis prévoyait que les États-Unis devraient entrer en guerre avec les Osages, à cause de leurs raids sur les autochtones de l'Est et les colonies euro-américaines. Cependant, les États-Unis manquaient de force militaire suffisante pour contraindre les bandes d'Osages à cesser leurs raids. Il a décidé de fournir aux autres tribus des armes et des munitions, à condition qu'ils attaquent les Osages au point de « les stopper complètement ou de les chasser de leur pays ».
Par exemple, en septembre 1807, Lewis persuada les Potawatomis, Sauks et Fox d'attaquer un village osage ; trois guerriers osages ont été tués. Les Osages ont blâmé les Américains pour l'attaque. L'un des commerçants de Chouteau est intervenu et a persuadé les Osages de conduire une chasse au bison plutôt que de chercher des représailles en attaquant les Américains.
Lewis a également essayé de contrôler les Osages en séparant les membres amicaux des hostiles. Dans une lettre datée du 21 août 1808, que le président Jefferson a envoyée à Lewis, il dit qu'il approuve les mesures que Lewis a prises en ce qui concerne la recherche d'alliés osages amicaux parmi ceux jugés hostiles. Jefferson écrit « nous pouvons aller plus loin, et comme le principal obstacle pour les Indiens agissant en grands groupes est le manque de provisions, nous pourrions fournir ce besoin, et aussi des munitions s'ils en ont besoin. » Mais l'objectif premier poursuivi par les États-Unis était de repousser les Osages hors des zones colonisées par les Euro-Américains, qui ont commencé à entrer dans le territoire de la Louisiane après que les États-Unis l'ont acquis.
Le commerce lucratif des fourrures a continué à stimuler la croissance de Saint-Louis et y a attiré plus de colons. La ville est devenue un port majeur sur le fleuve Mississippi. Les États-Unis et les Osages ont signé leur premier traité le 10 novembre 1808, par lequel les Osages ont fait une importante cession de terres dans l'actuel Missouri. En vertu du traité de Fort Clark, ils ont cédé 52 480 000 acres (210 000 km2) au gouvernement fédéral.
Ce traité a créé une ligne tampon entre les Osages et les nouveaux colons euro-américains dans le territoire du Missouri. Il a également établi l'exigence selon laquelle le président américain devait approuver toutes les futures ventes et cessions de terres par les Osages. Le traité de Fort Clark déclare que les États-Unis « protégeraient » la tribu osage « des insultes et des blessures d'autres tribus indiennes, situées à proximité des colonies de Blancs... ». Comme c'était courant dans les relations amérindiennes avec le gouvernement fédéral, les Osages ont constaté que les États-Unis n'avaient pas donné suite à cet engagement.

### Réserves et missionnaires
Entre le premier traité avec les États-Unis et 1825, les Osages ont cédé leurs terres traditionnelles dans ce qui est aujourd'hui le Missouri, l'Arkansas et l'Oklahoma dans les traités de 1818 et 1825. En échange, ils devaient recevoir des terres pour établir une réserve à l'Ouest et des fournitures pour les aider à développer leur agriculture et à s'adapter à une culture plus sédentaire.
Ils ont d'abord été transférés dans une réserve du sud-est du Kansas appelée réserve Osage Diminished. La ville d'Independence s'y développa plus tard. La première réserve des Osages était une bande de 80 par 240 kilomètres. La United Foreign Missionary Society leur a envoyé des membres du clergé, soutenus par les églises presbytérienne, réformée néerlandaise et réformée associée (en). Ils ont établi les missions Union, Harmony et Hopefield. Les différences culturelles entraînaient souvent des conflits car les protestants tentaient d'imposer leur culture. L'Église catholique envoyait également des missionnaires. Les Osages étaient attirés par leur sens du mystère et du rituel, mais estimaient que les catholiques n'adoptaient pas pleinement la vision osage du spirituel incarné dans la nature.
Au cours de cette période au Kansas, la tribu a souffert de la pandémie de variole de 1837-1838 qui a causé des pertes dévastatrices parmi les Amérindiens, du Canada au Nouveau-Mexique. Tout le clergé sauf les catholiques ont abandonné les Osages pendant la crise. La plupart des survivants de l'épidémie avaient reçu des vaccins contre la maladie. Les Osages croyaient que la loyauté des prêtres catholiques qui restaient avec eux et mouraient également à cause de l'épidémie créait une alliance spéciale entre la tribu et l'Église catholique, mais ils ne se convertirent pas en grand nombre. Le clergé catholique a accompagné les Osages lorsqu'ils ont été forcés de déménager à nouveau dans le Territoire indien, dans ce qui est devenu l'Oklahoma.
En 1843, les Osages ont demandé au gouvernement fédéral d'envoyer des « robes noires », des missionnaires jésuites, dans leur réserve pour éduquer leurs enfants ; les Osages considéraient les jésuites plus aptes à travailler avec leur culture que les missionnaires protestants. Les jésuites ont également créé une école pour filles gérée par les Sisters of Loretto (en) du Kentucky. Pendant 35 ans, la plupart des missionnaires étaient de nouvelles recrues venues d'Europe : Irlande, Italie, Pays-Bas et Belgique. Ils ont enseigné, établi plus de 100 stations missionnaires, construit des églises et créé le système scolaire le plus ancien du Kansas.

### Guerre de Sécession et guerres indiennes
Les squatters blancs ont continué à être un problème fréquent pour les Osages, mais ils se sont remis des pertes de population, regagnant un total de 5 000 membres en 1850. La loi Kansas-Nebraska a entraîné l'arrivée de nombreux colons au Kansas ; les groupes abolitionnistes et pro-esclavagistes étaient représentés parmi ceux qui tentaient d'établir leur résidence afin de voter pour déterminer si le territoire accepterait l'esclavage. Les terres des Osages ont été envahies par les colons euro-américains. En 1855, les Osages subirent une nouvelle épidémie de variole, car une génération avait grandi sans avoir été vaccinée.
Les traités ultérieurs dans les années 1860 ont encore réduit les terres des Osages au Kansas. Pendant les années de la guerre de Sécession, ils ont été ballottés des deux côtés, car ils étaient situés entre les forts de l'Union au nord et les forces confédérées et leurs alliés au sud. Tandis que les Osages tentaient de rester neutres, les deux camps attaquèrent leur territoire, prenant des chevaux et des magasins d'alimentation. Ils luttaient simplement pour survivre à la famine et à la guerre. Pendant la guerre, de nombreux réfugiés caddos et creeks du Territoire indien sont venus dans le pays osage au Kansas, ce qui a encore mis à rude épreuve leurs ressources. Bien que les Osages étaient en faveur de l'Union dans un rapport de cinq contre un, ils ont conclu un traité avec la Confédération pour essayer d'acheter un peu de paix.
Après la guerre de Sécession et la victoire de l'Union, le traité de Drum Creek (en) a été adopté par le Congrès le 15 juillet 1870 et ratifié par les Osages lors d'une réunion dans le comté de Montgomery au Kansas, le 10 septembre 1870. Il prévoyait que le reste des terres des Osages au Kansas soit vendu et que le produit soit utilisé pour déplacer la tribu vers le Territoire indien dans le Cherokee Outlet (en). En retardant leur accord, les Osages ont bénéficié d'un changement d'administration. Ils ont vendu leurs terres à l'administration du président Ulysses S. Grant, pour laquelle ils ont reçu plus d'argent : 1,25 $ l'acre au lieu des 19 cents que leur offraient auparavant les États-Unis.

### Déplacement en Territoire indien

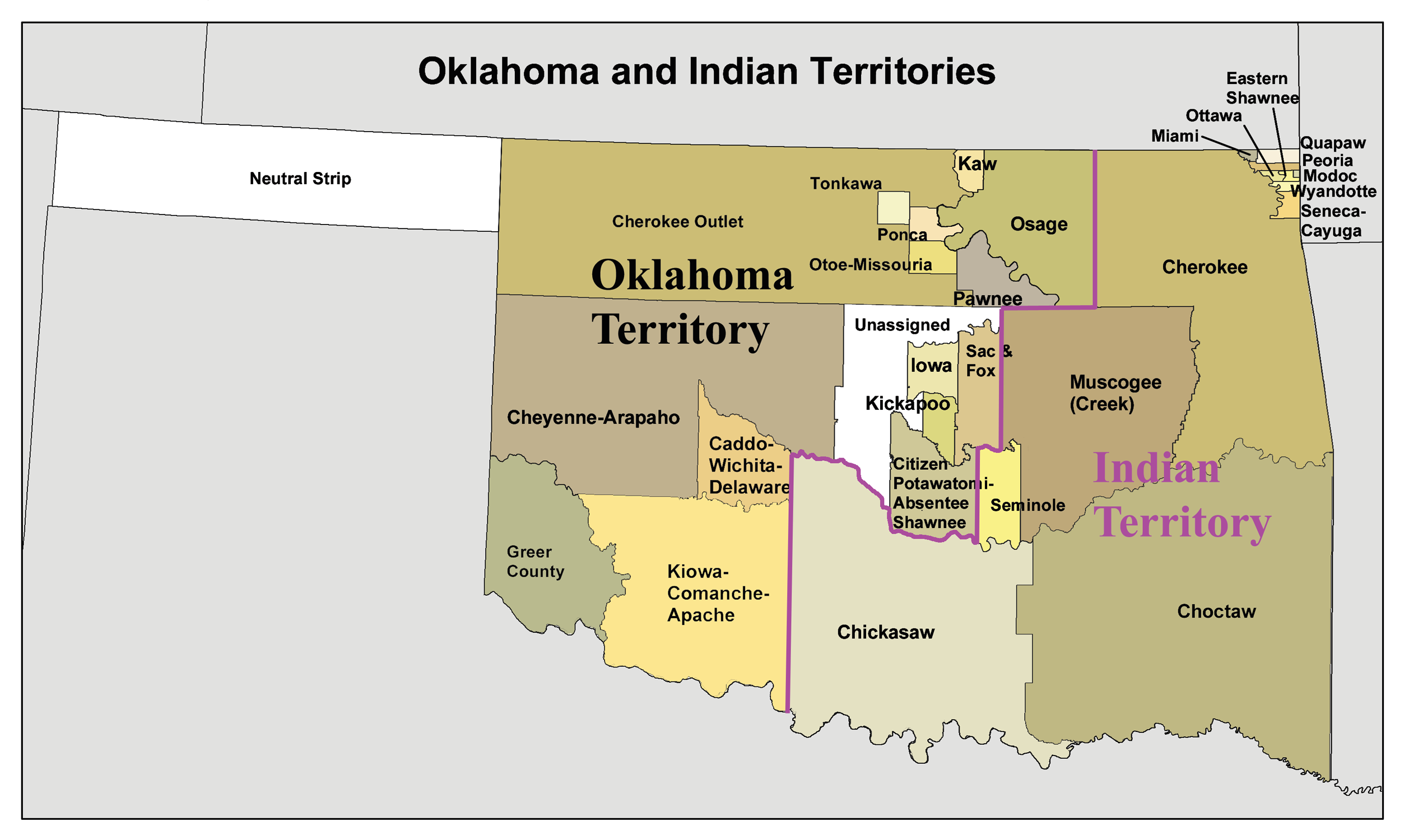
Carte du Territoire de l'Oklahoma et du Territoire indien dans les années 1890.

Les Osages sont l'une des rares nations amérindiennes à avoir acheté leur propre réserve. Par conséquent, ils ont conservé plus de droits sur leurs terres et leur souveraineté et ont notamment conservé des droits miniers sur leurs terres. La réserve, d'environ 5 900 km2, coïncide avec l'actuel comté d'Osage, dans la partie centre-nord de l'Oklahoma, entre Tulsa et Ponca City.
Les Osages ont établi quatre villes : Pawhuska, Hominy, Fairfax et Gray Horse. Chacune était dominée par l'une des principales bandes au moment du déplacement. Les Osages ont poursuivi leurs relations avec l'Église catholique, qui a créé des écoles gérées par deux ordres de religieuses, ainsi que des églises missionnaires.
Il a fallu de nombreuses années avant que les Osages ne se remettent des difficultés subies au cours de leurs dernières années au Kansas et de leurs premières années dans la réserve du Territoire indien. Pendant près de cinq ans, lors de la dépression des années 1870, les Osages n'ont pas reçu la totalité de leur rente en espèces. Comme d'autres Amérindiens, ils ont souffert de l'incapacité du gouvernement à fournir des rations et des biens complets ou satisfaisants dans le cadre de leurs rentes pendant cette période. Des intermédiaires ont fait des profits en limitant leur approvisionnement aux Amérindiens ou en leur donnant de la nourriture de mauvaise qualité. Certaines personnes sont mortes de faim. De nombreux ajustements ont dû être apportés à leur nouveau mode de vie.
Pendant cette période, les rapports de l'Indian Office ont montré une baisse de près de 50 % de la population Osage. Cela résulte de l'incapacité du gouvernement américain à fournir des fournitures médicales, de la nourriture et des vêtements adéquats. Les gens ont beaucoup souffert pendant les hivers. Alors que le gouvernement ne les approvisionnait pas, les hors-la-loi faisaient souvent passer du whisky en contrebande aux Osages et aux Pawnees.
En 1879, une délégation d'Osages se rendit à Washington et obtint un accord pour que toutes leurs rentes soient payées en espèces ; ils espéraient éviter d'être constamment à court d'approvisionnements, ou en recevant des approvisionnements de qualité inférieure — aliments avariés et produits inappropriés. Ils ont été la première nation amérindienne à obtenir le paiement intégral en espèces des rentes. Ils ont progressivement reconstitué leur tribu mais ont subi l'empiètement des hors-la-loi, des vagabonds et des voleurs blancs.
Les Osages ont rédigé une constitution en 1881, dont certaines parties s'inspirent de la Constitution des États-Unis. Au début du XXe siècle, le gouvernement fédéral et les progressistes continuaient de faire pression pour l'assimilation des Amérindiens, estimant que cela était la meilleure politique pour eux. Le Congrès a adopté le Curtis Act et le Dawes Act, des lois exigeant le démantèlement des terres communes sur d'autres réserves. Ils ont attribué des terres communes en portions de 160 acres à des ménages individuels, déclarant le reste comme « excédent » et le vendant à des non-autochtones. Ils ont également démantelé les gouvernements tribaux.

### Découverte du pétrole
En 1894, de grandes quantités de pétrole ont été découvertes sous la vaste prairie appartenant à la tribu. En raison de son travail récent dans le développement de la production de pétrole au Kansas, Henry Foster a approché le Bureau of Indian Affairs (BIA) pour demander des privilèges exclusifs pour explorer la réserve Osage à la recherche de pétrole et de gaz naturel. Foster est décédé peu de temps après et son frère, Edwin B. Foster, a assumé ses intérêts.
Le BIA a accordé la demande le 16 mars 1896, avec la stipulation que Foster devait payer à la tribu Osage une redevance de 10 % sur toutes les ventes de pétrole produit sur la réserve. Foster a trouvé de grandes quantités de pétrole, et les Osages en ont grandement profité financièrement. Mais cette découverte de « l'or noir » a finalement conduit à plus de difficultés pour les membres de la tribu.

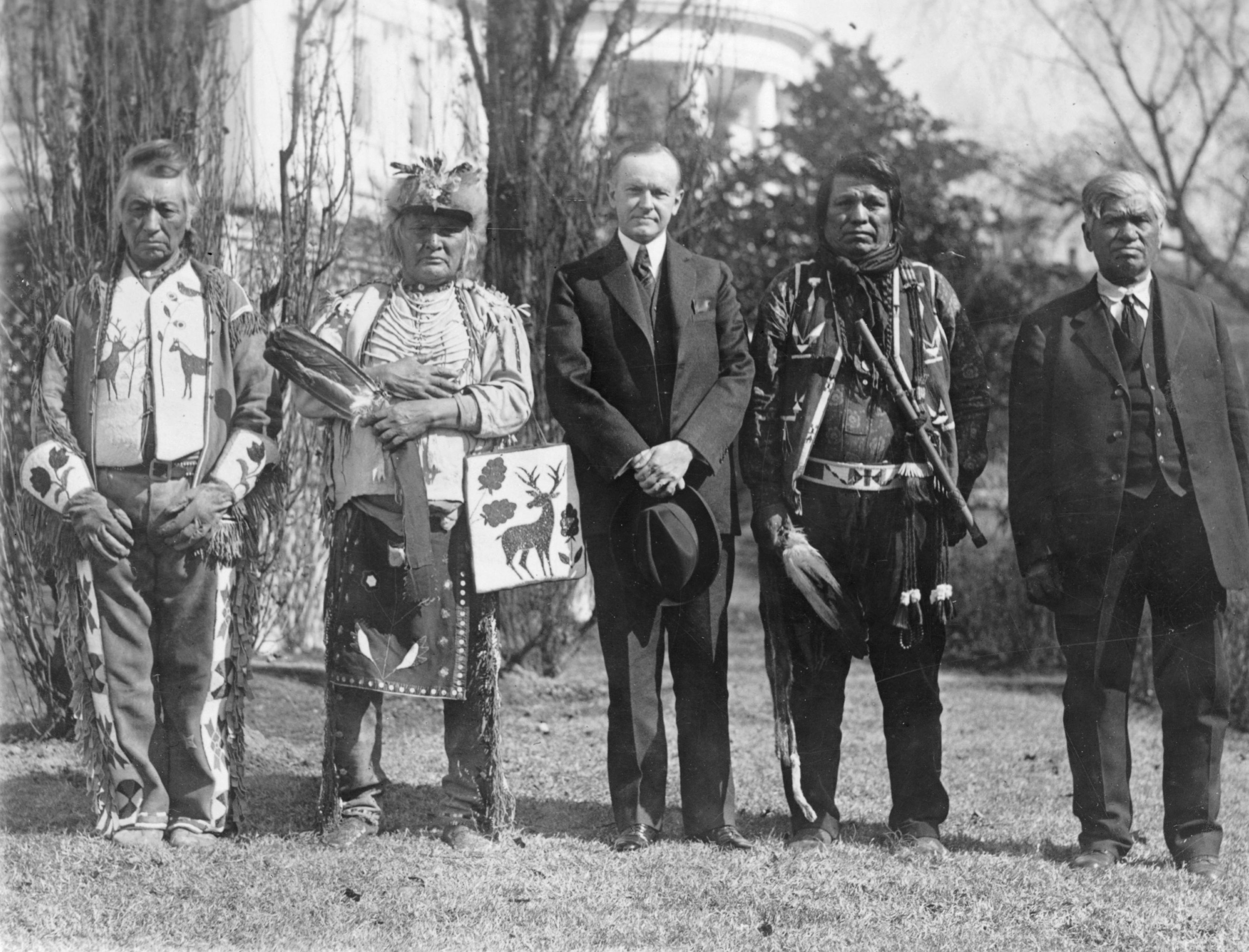
Quatre Osages avec le président des États-Unis Calvin Coolidge après la signature de lIndian Citizenship Act qui accordait pour la première fois aux Amérindiens de tout le pays la pleine citoyenneté. À ce moment-là, les deux tiers étaient déjà citoyens.

Les Osages ont appris à négocier avec le gouvernement américain. Grâce aux efforts du chef principal James Bigheart, en 1907, ils ont conclu un accord qui leur a permis de conserver les droits miniers communs sur les terres de la réserve. Il s'est avéré par la suite que celles-ci contenaient de grandes quantités de pétrole brut et que les membres de la tribu bénéficiaient des redevances provenant du développement et de la production de pétrole. Le gouvernement a loué des terres en leur nom pour le développement pétrolier ; les entreprises et le gouvernement ont envoyé aux Osages des redevances qui, dans les années 1920, avaient considérablement augmenté leur richesse. Durant l'année 1923, les Osages ont gagné 30 millions de dollars en redevances. Depuis le début du XXe siècle, ils sont la seule tribu de l'État de l'Oklahoma à conserver une réserve reconnue par le gouvernement fédéral.
C'est dans ce contexte que, dans les années 1920, plusieurs dizaines d'Osages sont assassinés, donnant lieu à une enquête où s'investit le jeune directeur du BOI J. Edgar Hoover et à l'arrestation d'un important homme politique local, William Hale. Le livre La Note américaine du journaliste américain David Grann revient sur cette affaire. En 2023, Martin Scorsese porte à l'écran ce récit dans un film intitulé Killers of the Flower Moon.
En 2000, les Osages ont poursuivi le gouvernement fédéral pour sa gestion des actifs de la fiducie, alléguant qu'il n'avait pas payé les redevances appropriées aux membres de la tribu et qu'il n'avait pas protégé les actifs fonciers et leurs hausses. La poursuite a été réglée en 2011 pour 380 millions de dollars et un engagement du gouvernement à apporter de nombreux changements pour améliorer le programme. En 2016, la nation Osage a acheté le ranch Bluestem de 17 000 ha de Ted Turner.

### Osage Allotment Act
En 1889, le gouvernement fédéral américain affirme ne plus reconnaître la légitimité d'un Conseil national osage au pouvoir, que le peuple a créé en 1881, avec une constitution qui adopte certains aspects de celle des États-Unis. En 1906, dans le cadre de l'Osage Allotment Act, le Congrès des États-Unis crée le Conseil tribal osage pour gérer les affaires de la tribu. Il écrase le pouvoir des gouvernements tribaux afin de permettre l'admission du territoire indien comme partie de l'État de l'Oklahoma en 1907.
Comme les Osages possèdent leurs terres, ils sont dans une position plus forte que les autres tribus. Les Osages refusent de céder leurs terres et retardent le passage de l'Oklahoma au statut d'État avant de signer un acte d'attribution. Ils sont forcés d'accepter l'attribution mais conservent leur terre « excédentaire » après l'attribution aux ménages et la répartissent entre les individus. Chacun des 2 228 Osages enregistrés en 1906, et un non-Osage, a reçu 657 acres, soit près de quatre fois la superficie de terres, généralement  160 acres, que la plupart des ménages amérindiens se sont vu attribuer ailleurs lorsque les terres communautaires ont été distribuées. La tribu conserve des droits miniers communautaires sur ce qui se trouve sous la surface. Au fur et à mesure du développement des ressources, les membres de la tribu reçoivent des redevances en fonction de leurs droits fonciers, payés en fonction de la quantité de terres qu'ils détiennent.
Bien que les Osages soient encouragés à devenir des agriculteurs sédentaires, leurs terres sont les plus pauvres du territoire indien du point de vue agricole. Ils survivent grâce à une agriculture de subsistance, renforcée plus tard par l'élevage. Ils louent des terres aux éleveurs pour le pâturage et tirent un revenu des frais qui en résultent. En plus de diviser les terres communautaires, la loi remplace le gouvernement tribal par le Conseil national osage, dont les membres doivent être élus pour diriger les affaires politiques, commerciales et sociales de la tribu.
De 2004 à 2006, le peuple osage s'est doté d'une Constitution.

### Des Osages à Montauban
En 1803, le Premier consul Bonaparte a vendu la Louisiane française au président des  États-Unis : Thomas Jefferson. Des Osages qui regrettaient le départ des trappeurs français entreprennent le voyage vers la France en juillet 1827. Ils sont six (quatre hommes et deux femmes) lorsqu'ils débarquent au Havre. Ils vivent une période de fêtes et de réceptions jusqu'à Paris où ils sont reçus par le roi Charles X. Trois mois plus tard, ils sont abandonnés et errent sur les routes de France et d'Europe sans savoir comment revenir en Amérique. Trois d'entre eux — Petit-Chef, Grand Soldat et Femme faucon — arrivent à Montauban en novembre 1829 car ils ont appris la présence de Louis-Guillaume-Valentin Dubourg, ancien évêque de la Louisiane française au siège de Saint-Louis proche de leur territoire.
Venant d'Italie en passant par Avignon et Toulouse, ils traversent  le Pont-Vieux (le seul pont de Montauban à cette époque) pour se rendre à l'évêché (la mairie actuelle). L’évêque Louis Dubourg et le maire, le vicomte de Gironde, organisent alors la collecte de fonds auprès de la population qui finança ainsi leur voyage de retour.
En 1989, lorsque l'association Oklahoma-Occitania reprend contact avec la tribu, en Oklahoma, il apparait que les descendants de ces trois Osages perdus n'ont pas oublié la générosité des Montalbanais. Depuis lors on croise chaque année des Osages à Montauban et on chante le Se Canta occitan dans les pow-wows en Oklahoma. Liée à ces retrouvailles, l'œuvre de Michel Batlle dénommée « Rond des Osages » commémore et perpétue ce lien entre les Montalbanais et les Osages.

## Langue osage
En 2015, l'osage, du groupe des langues siouanes, est parlé par 15 à 20 anciens locuteurs et 300 étudiants.